# فرودگاه‌های مالزی
فرودگاه‌های مالزی (انگلیسی: Malaysia Airports) شرکت دولتی مدیریت فرودگاه مالزیایی است، که در سال ۱۹۹۱ تأسیس شد.